# فريتز نول
فريتز نول (بالألمانية: Fritz Noll)‏ (و. 1858 – 1908 م) هو عالم نبات، وأستاذ جامعي من ألمانيا .

## مناصب وهيئات
أدار جامعة بون، وجامعة هاله.